# Dražgoški kruhki
Dražgoški kruhki so ročno okrašeno pecivo iz začinjenega medenega testa in primerni za jed ali okras. Za razliko od medenjakov ne vsebujejo jajc. 
Zanje je značilna rjava barva.
Niso enake sestave, kot lectovo pecivo, tudi niso okrašeni z barvami in predmeti (sladkorne rožice, papirni odtisi glav, lističi s priložnostnimi verzi in ogledalca).
Izhajajo iz Dražgoš, z začetka 19. stoletja, njihovo izdelovanje pa se je razširilo po Selški dolini.
13. aprila 2018 je Ministrstvo za kulturo RS izdelovanje škofjeloških kruhkov in kalupov ter izdelovanje dražgoških kruhkov vpisalo v register nesnovne kulturne dediščine.

### Priprava in okraševanje
Zmeša se belo moko (tip 500 ali 850) in segreti med, doda jelenovo sol (pepeliko) in nadaljuje z mešanjem. V testo se doda nageljnove žbice in cimet. Gnete se ga uro ali več. Ko je dobro premešano, se ga razdeli na manjše dele. Oblikuje se osnovni model, npr. srce, zvezdo, krajček, fajfo (pipo) ali majoliko. Potem se izdela okraske in se jih razporedi po modelu. Izdelan kruhek se peče od pol do tričetrt ure, nato se ga premaže z razredčenim medom.
Običajni ornamenti so cvetovi, žitna klasja in verižica, včasih tudi napisi. Pavle Hafner je priporočal cvetlični med, ker naj bi bilo testo z drugim kašasto. Darinka Megušar uporablja različne vrste, najraje pa smrekov in akacijev med. Cvetlični med da kruhku bolj svetlo barvo, smrekov pa temnejšo in sivkasto. Akacijev po njenih izkušnjah da najlepši videz in z njim se kruhek lepše peče.

### Obrtniki
Cirila Šmid iz Železnikov se je izdelovanja dražgoških kruhkov naučila pri Mariji Jelenc iz Dražgoš. Šmidova dvobarvnost kruhkov doseže s tem, da testo za okraske dalj časa gnete in jih tako naredi bolj svetle. Uporablja zobotrebce, zašiljene paličice, čopiče, različne nože za odtise in naprstnik. Poleg dražgoških izdeluje še loške kruhke.

## Članki o malih kruhkih
- Sterle Meta (1981). "Mali kruhek na Loškem". Loški razgledi. letnik 28, številka 1. Dokument v zbirki Digitalne knjižnice Slovenije.
- Orel, Boris (1937-1939). "Od kruha do "malega kruhka"". Etnolog (Ljubljana). knj. 10/11, str. 198-219. Dokument v zbirki Digitalne knjižnice Slovenije.
- Ložar, Rajko (1937-1939). ""Mali kruhek" v Škofji Loki in okolici". Etnolog (Ljubljana). knj. 10/11, str. 169-197. Dokument v zbirki Digitalne knjižnice Slovenije.